# Mike Hugg
Michael John Hugg (Hampshire; 11 de agosto de 1940) es un músico británico que fue miembro fundador del grupo de los años sesenta Manfred Mann.

## Carrera

### Manfred Mann
La primera vez que Hugg pensó en dedicarse a la música tenía dieciséis años. Persiguiendo una carrera en el jazz, conoció al pianista Manfred Mann mientras trabajaba como músico en Butlin's Clacton, y formaron un grupo de siete músicos. Los Mann-Hugg Blues Brothers reclutaron a Paul Jones y más tarde a Tom McGuinness. Al firmar con HMV Records, su productor, John Burgess, les cambió el nombre por el de Manfred Mann.
Hugg es un pianista competente y un hábil vibrafonista, pero su papel principal en Manfred Mann era el de batería. Sin embargo, grabó varios solos de vibráfono con la banda (por ejemplo, "I'm your Kingpin") y utilizó el instrumento para aumentar éxitos como "Oh No Not My Baby". Apareció como coautor de los primeros éxitos del grupo y contribuyó con composiciones en solitario a lo largo de su vida, incluyendo instrumentales jazzísticos ("Bare Hugg") y acid-pop melancólico ("Funniest Gig", "Harry the One Man Band"). Su capacidad como compositor creció a lo largo de la carrera del grupo.

### Carrera en solitario
Él y su hermano compusieron "Mister, You're a Better Man Than I", que grabaron The Yardbirds en 1965. Hugg también compuso la mayoría de las canciones de la película de Paramount Up the Junction, de 1968, así como el tema de la comedia de la BBC Whatever Happened to the Likely Lads, junto con La Frenais, que grabó la sesión de Hugg con Tony Rivers como voz principal.
En 1972, publicó su primer álbum en solitario, "Somewhere". Al año siguiente, se grabó "Stress & Strain". En 1975, Hugg formó parte del grupo "Hug", que publicó un álbum de estudio titulado "Neon Dreams". A principios de la década de 1980, trabajaba con un Fairlight, uno de los primeros instrumentos musicales informáticos. En 2015, publicó un álbum en solitario con la ayuda de Simon Currie (que actualmente forma parte de los Manfred). Hugg formó el trío de jazz acústico PBD.

### The Manfreds
En 1991, Hugg formó The Manfreds con algunos de los miembros originales de Manfred Mann, sin el propio Manfred Mann (por eso eran "The Manfreds" en lugar de ser un Manfred Mann reformado). Hugg se retiró de las giras en 2022, pero sigue apareciendo con ellos para reservas privadas y pequeños conciertos. Según Paul Jones, Hugg era el miembro más veterano de Manfred Mann en los Manfreds, y que su decisión de retirarse de las giras se debió a que se había ausentado de muchos conciertos por "problemas de oído".